# Západni (Adiguesia)
Západni (del ruso: За́падный) es un pueblo del ókrug urbano de Maikop en la república de Adiguesia de Rusia. Está 4 km al noroeste del centro de Maikop, la capital de la república. Tenía 3 163 habitantes en 2010
Pertenece al ókrug urbano de la ciudad de Maikop.